# 大淀町ふれあいバス
大淀町ふれあいバス（おおよどちょうふれあいバス）は、奈良県吉野郡大淀町で運行していたコミュニティバス。
2002年4月3日より運行を開始し、2016年3月31日をもって運行終了。

## 概要
- 運賃は無料。大淀町民でなくても利用できる。
- 火曜日、年末年始（ふれあい活動センター休館日）は運休。
- 吉野口駅・福神駅・下市口駅・越部駅・六田駅・大和上市駅で近鉄吉野線（吉野口駅ではJR和歌山線とも）と接続する。このうち、吉野口駅は御所市、大和上市駅は吉野町にある。
- 国道169号・国道370号を走行するコースは奈良交通と競合する。ダイヤは別個に設定されているので、奈良交通バスとふれあいバスが立て続けに来る場合もある。
- 奈良交通と重複する路線にはほぼ同じ場所にバス停があるが、「西町五丁目」バス停は奈良交通のみで当バスは通過する。
- 北野台ニュータウンにはかつて奈良交通の路線が存在したが、ふれあいバス運行開始とともに休止となった。なお、奈良交通で「北野台4丁目」だったバス停は、当バスでは「北野台6丁目」となっている。
- 運行開始以来、2年ごとに運行経路ダイヤの変更が行われる。2010年の変更では、それまでバス停名にあった個人名（XX宅前）がすべて削除された。
- 2016年4月、南奈良総合医療センター開業に伴い、廃止。

## 現行路線
大淀町役場・ふれあい活動センターを中心に、以下の6系統で運行されていた。
■中増・上市コース
■佐名伝コース
■増口・上市コース
■芦原コース
■今木・薬水コース
■大岩コース
このうち、『中増・上市コースと佐名伝コース』・『増口・上市コースと芦原コース』・『今木・薬水コースと大岩コース』は一体化したダイヤで運行される（一部例外あり）。